# Zaborze (powiat gryfiński)
Zaborze (do 1945 niem. Schulzendorf) – wieś w Polsce położona w województwie zachodniopomorskim, w powiecie gryfińskim, w gminie Gryfino.
W latach 1975–1998 miejscowość administracyjnie należała do województwa szczecińskiego.